# Chilca Juliana
Chilca Juliana es una localidad argentina ubicada en el departamento Salavina de la provincia de Santiago del Estero. Se encuentra sobre la ruta provincial 1, 15 km al oeste del río Dulce y 26 km al norte de Los Telares. Cuenta con una estación de ferrocarril inactiva del ramal James Craik-Forres.
Cuenta con una institución deportiva, el Club Atlético Chilca Juliana, apodado La Máquina Verde por sus colores, que participa de los torneos locales de fútbol. Tradicionalmente organiza su campeonato anual el primer fin de semana de septiembre de cada año contando con equipos de los departamentos del sur provincial, así como también de Rosario, Córdoba y Buenos Aires, siendo uno de los torneos más convocantes de la región.

## Población
Cuenta con 539 habitantes (Indec, 2010), lo que representa un incremento del 12,5% frente a los 479 habitantes (Indec, 2001) del censo anterior.
| Gráfica de evolución demográfica de Chilca Juliana entre 1991 y 2010 |
|                                                                      |
| Fuente: Censos nacionales del INDEC                                  |